# Lava-Ströme
Lava-Ströme ist ein Walzer von Johann Strauss (Sohn) (op. 74). Das Werk wurde am 29. Januar 1850 im Sofien-Saal in Wien im Rahmen der Faschingsveranstaltung Ball am Vesuv uraufgeführt.